# Géranium tubéreux
Geranium tuberosum
Espèce
Classification phylogénétique
Le géranium tubéreux (Geranium tuberosum), tuberous Crane's-bill en anglais, est une plante de la famille des Géraniacées.

## Description
C'est une plante vivace herbacée de 20 à 40 cm de haut à feuilles polygonales.

## Caractéristiques

### Organes reproducteurs
Les fleurs assez grandes, en corymbes sont de couleur rouge violacé.
- Inflorescence : racème de cymes unipares hélicoïdes
- Sexualité : hermaphrodite
- Pollinisation : entomogame, autogame
- Fruit : capsule.
- Dissémination : épizoochore

### Habitat et répartition
C'est une plante des champs et des prairies en Europe méditerranéenne, Asie occidentale et Afrique méridionale.
L'inventaire national du patrimoine naturel ne le retrouve que dans cinq départements : elle est présente dans la Vienne (et sur la liste des espèces protégées en Poitou-Charentes), et sur le pourtour méditerranéen, dans les Alpes-Maritimes, le Var, les Bouches-du-Rhône et l'Hérault.